# Campeonato Europeo de Bádminton de 2014
El XXIV Campeonato Europeo de Bádminton se celebró en Kazán (Rusia) del 23 al 27 de abril de 2014 bajo la organización de Badminton Europe (BE) y la Federación Rusa de Bádminton.
Las competiciones se realizaron en el Centro de Gimnasia de la ciudad rusa.

## Medallistas
| Evento               | Oro                                                   | Plata                                              | Bronce                                                                                            |
| -------------------- | ----------------------------------------------------- | -------------------------------------------------- | ------------------------------------------------------------------------------------------------- |
| Individual masculino | Jan Jørgensen Dinamarca                               | Rajiv Ouseph Inglaterra                            | Viktor Axelsen · Dinamarca Vladimir Ivanov · Rusia                                                |
| Dobles masculino     | Vladimir Ivanov · Ivan Sozonov · Rusia                | Mads Conrad-Petersen Mads Pieler Kolding Dinamarca | Mathias Boe Carsten Mogensen Dinamarca Chris Adcock Andrew Ellis Inglaterra                       |
| Individual femenino  | Carolina Marín · España                               | Anna Thea Madsen Dinamarca                         | Karin Schnaase · Alemania Özge Bayrak · Turquía                                                   |
| Dobles femenino      | Christinna Pedersen Kamilla Rytter Juhl Dinamarca     | Line Damkjær Kruse Marie Røpke Dinamarca           | Imogen Bankier · Petia Nedelcheva · Escocia · Bulgaria Eefje Muskens · Selena Piek · Países Bajos |
| Dobles mixto         | Joachim Fischer Nielsen Christinna Pedersen Dinamarca | Mads Pieler Kolding Kamilla Rytter Juhl Dinamarca  | Jorrit de Ruiter · Samantha Barning · Países Bajos Anders Kristiansen · Julie Houmann · Dinamarca |

## Medallero
| Núm. | País         | Oro | Plata | Bronce | Total |
| ---- | ------------ | --- | ----- | ------ | ----- |
| 1    | Dinamarca    | 3   | 4     | 3      | 10    |
| 2    | Rusia        | 1   | 0     | 1      | 2     |
| 3    | España       | 1   | 0     | 0      | 1     |
| 4    | Inglaterra   | 0   | 1     | 1      | 2     |
| 5    | Países Bajos | 0   | 0     | 2      | 2     |
| 6    | Alemania     | 0   | 0     | 1      | 1     |
| 6    | Bulgaria     | 0   | 0     | 1      | 1     |
| 6    | Escocia      | 0   | 0     | 1      | 1     |
| 6    | Turquía      | 0   | 0     | 1      | 1     |
|      | TOTAL        | 5   | 5     | 11     | 21    |